# Schijn 'n lichtje op mij
"Schijn 'n lichtje op mij" is een nummer van de Nederpopband Drukwerk uit 1982.

## Achtergrond
Het nummer is afkomstig van het tweede album, Tweede Druk, van de band. De melodie van het nummer is afkomstig van de traditional "Midnight Special", dat bekend geworden is in uitvoeringen van onder andere Creedence Clearwater Revival, Lead Belly en Harry Belafonte. De Nederlandse tekst is geschreven door Drukwerkzanger Harry Slinger. Het nummer is opgenomen in de Bovemastudio in Heemstede, met Coen van Vrijberghe de Coningh als producent.
De single wist in het najaar van 1982 de tiende plek in de Nederlandse Top 40 te halen. In 2014 kwam een nieuwe opname (getiteld "Schijn 'n lichie op mij"), afkomstig van het album Tegen beter weten in, de Single Top 100 binnen op plek 32. Achteraf bleek dat dit niet kwam door de populariteit van het nummer, maar als gevolg van een actie van het televisieprogramma Rambam in een poging te laten zien hoe makkelijk deze hitlijst om te kopen is.
In 1995 had de Nederlandse eurodancegroep Flair een nummer 12-hit met "Oh middernacht", waarvan het couplet overgenomen was van "Schijn 'n lichtje op mij".

## NPO Radio 2 Top 2000
Schijn 'n lichtje op mij stond in 2024 voor het eerst in de NPO Radio 2 Top 2000, op plek 1849.